# خواکین بالاگوار
خواکین بالاگوار (انگلیسی: Joaquín Balaguer)؛ زادهٔ ۱ سپتامبر ۱۹۰۶ – درگذشته ۱۴ ژوئیه ۲۰۰۲) یک سیاست‌مدار اهل جمهوری دومینیکن بود. وی در سه دوره در سال‌های ۱۹۶۰–۱۹۶۲، ۱۹۶۶–۱۹۷۸ و از ۱۹۸۶–۱۹۹۶ رئیس‌جمهور این کشور بود.